# Bourg-le-Comte
Bourg-le-Comte è un comune francese di 218 abitanti situato nel dipartimento della Saona e Loira nella regione della Borgogna-Franca Contea.

## Società

### Evoluzione demografica
Abitanti censiti